# Николлс, Фрэнсис
Фрэнсис Реддинг Тиллоу Николлс (англ. Francis T. Nicholls; 20 августа 1834, Дональдсонвилль, Луизиана — 4 января 1912, Тибодо, Лафурш, штат Луизиана, США) — американский политический, военный и государственный деятель, занимавший пост губернатора штата Луизиана (США) в 1877–1880 и 1888–1892 годах . Бригадный генерал (1862).

## Биография
Николлс учился в Академии Джефферсона в Новом Орлеане, затем в 1851 году поступил в Военную академию США в Вест-Пойнте по квоте от Луизианы и окончил её 12-м по успеваемости в выпуске 1855 года. Он получил временное звание второго лейтенанта, воевал во Фдориде с семинолами и 19 октября 1855 года получил постоянное звание второго лейтенанта. В 1856 году он служил в форте Юма в Калифорнии, а 1 октября 1856 года покинул армию США. 
После изучал право в Университете Луизианы (ныне Тулейнский университет ) и работал юристом. 
В начале Гражданской войны в США помог собрать полк пехоты в Луизиане, который позже будет присоединен к армии Конфедерации. В этом полку стал капитаном. По ходу войны дослужился до звания бригадного генерала. 
Во время Кампании в долине Шенандоа (1862) сражаясь под командованием Томаса Джонатана Джексона потерял левую руку, а в Сражении при Чанселорсвилле в 1863 году и левую ногу.
После войны продолжил юридическую практику. Будучи членом Демократической партии, в 1876 году был выдвинут в качестве кандидата на предстоящих губернаторских выборах и выиграл их, набрав около 8000 голосов. Республиканцы оспорили выборы из-за нарушений, и избирательная комиссия объявила его соперника победителем. Компромисс был достигнут на федеральном уровне в связи со спорными президентскими выборами 1876 года между Резерфордом Б. Хейсом и Сэмюэлем Тилденом. В результате Николлс был признан губернатором Луизианы.
Республиканцы правили Луизианой большую часть эпохи Реконструкции , но во время северного доминирования в южных штатах позволило демократам создать практически однопартийное государство. В Луизиане господство партии началось с инаугурации Николлса. Его сменил в 1880 году Луис А. Вильц. 
Восемь лет спустя Николлс вернулся и ещё четыре года проработал в должности губернатора Луизианы.

## Память
Его именем назван Университет в городе Тибодо (Луизиана, США).